# Мала Шевниця
Мала Шевниця (словен. Mala Ševnica) — поселення в общині Требнє, регіон Південно-Східна Словенія, Словенія.